# Vosselaar
Vosselaar és un municipi belga de la província d'Anvers a la regió de Flandes. Comprèn les parròquies d'Onze-Lieve-Vrouw i Sint-Jozef. Limita a l'oest amb Beerse, a l'est amb Turnhout i al sud amb Kasterlee i Lille.

## Evolució de la població

### Seglexix
| Any      | 1806 | 1816 | 1830 | 1846 | 1856 | 1866  | 1876  | 1880  | 1890  |
| -------- | ---- | ---- | ---- | ---- | ---- | ----- | ----- | ----- | ----- |
| Població | 489  | 537  | 631  | 866  | 910  | 1.006 | 1.039 | 1.076 | 1.093 |
|          |      |      |      |      |      |       |       |       |       |

### Segle XX (fins a 1976)
| Any      | 1900  | 1910  | 1920  | 1930  | 1947  | 1961  | 1970  | 1976  |  |
| -------- | ----- | ----- | ----- | ----- | ----- | ----- | ----- | ----- |  |
| Població | 1.333 | 1.630 | 1.822 | 2.424 | 3.578 | 5.522 | 7.152 | 8.187 |  |
|          |       |       |       |       |       |       |       |       |  |

### 1977 ençà
| Any       | 1977  | 1980  | 1985  | 1990  | 1995  | 2000   | 2005   |
| --------- | ----- | ----- | ----- | ----- | ----- | ------ | ------ |
| Població  | 8.187 | 8.559 | 8.886 | 9.324 | 9.640 | 10.015 | 10.158 |
| Font: NIS |       |       |       |       |       |        |        |

## Personatges il·lustres
- Karel Kaers, ciclista.
- Jos Jacobs, ciclista.